# Arbanitis raveni
Espèce
Synonymes
- Misgolas raveni Wishart & Rowell, 2008

Arbanitis raveni est une espèce d'araignées mygalomorphes de la famille des Idiopidae.

## Distribution
Cette espèce est endémique de Nouvelle-Galles du Sud en Australie. Elle se rencontre vers Gosford.

## Description
La carapace du mâle holotype mesure 6,17 mm de long sur 4,41 mm et l'abdomen 5,49 mm de long sur 3,63 mm.

## Étymologie
Cette espèce est nommée en l'honneur de Robert John Raven.

## Publication originale
- Wishart & Rowell, 2008 : Trapdoor spiders of the genus Misgolas (Mygalomorphae: Idiopidae) from eastern New South Wales, with notes on genetic variation. Records of the Australian Museum, vol. 60, no 1, p. 45-86 (texte intégral).